# 참다랑어
참다랑어(Thunnus orientalis)는 고등어과에 속하는 물고기이다. 분류학상으로 대서양참다랑어(T. thynnus)와 같은 종, 또는 대서양참다랑어의 아종(T. t. orientalis)으로 보기도 한다.
통조림이나 회, 냉동식품으로서 사람들에게 인기있는 물고기이다. 몸길이 3m, 몸무게는 350kg 내외이다.
몸은 유선형으로 살이 쪘고, 머리는 원뿔모양이며, 꼬리자루는 가늘다. 몸빛깔은 등쪽이 청색을 띤 검은색이며 배쪽은 흰색이다. 몸 옆구리에는 연한 노란색 띠가 가로로 그어져 있다. 몸길이 30-60cm의 치어는 옆구리에서부터 배에 이르는 10-20줄의 가늘고 광택이 있는 옅은색의 가로띠가 있다. 외양성 어류로서 연안에서 16,000만km 수역을 회유할 때도 있다. 회유 구역이 넓고 연중 회유하며, 비교적 한랭한 해역에도 분포한다. 초여름에는 북으로 올라가고 늦가을에 다시 남하한다. 서식에 알맞은 수온은 북쪽에서는 14-18 °C, 남쪽에서는 25-27 °C이며, 여름철에 많이 잡힌다.
현재 한국과 일본에서는 참다랑어를 양식하고 있다.

## 분포[3]
태평양참다랑어(Pacific bluefin tuna)는 주로 북태평양에 서식하며, 동아시아 연안부터 북미 서안까지 분포합니다. 이 종은 주로 온대 해역의 외양성(pelagic) 어종이지만, 열대 해역과 연안 지역으로도 이동합니다.
보통 해수면부터 수심 200m(660피트)까지 분포하지만, 최대 수심 550m(1,800피트)에서도 관측된 바 있습니다.
산란은 필리핀해 북서부(예: 혼슈, 오키나와, 대만 인근 해역)와 일본해에서 이뤄집니다. 일부 개체는 동태평양까지 이동한 뒤 수년 후 산란지를 향해 돌아옵니다.
보다 국지적으로는 남반구에서도 관찰된 적이 있으며, 호주, 뉴질랜드, 파푸아만(Gulf of Papua), 프랑스령 폴리네시아 인근 해역 등에서도 목격되었습니다.

## 체온 조절[3]
거의 모든 물고기는 변온동물(외온성, ectothermic)입니다. 그러나 참치, 개복치(Opah), 고등어상어류(mackerel sharks)는 항온동물로, 스스로 체온을 조절할 수 있습니다. 이러한 온혈성 물고기들은 근육 주변에 *레티아 미라빌리아(retia mirabilia)*라는 기관을 가지고 있습니다. 이 기관은 매우 가느다란 정맥과 동맥이 평행하게 배열된 구조로, 근육에 혈액을 공급하고 배출하는 역할을 합니다.
정맥을 통해 따뜻해진 혈액이 아가미로 이동해 새로운 산소를 얻는 동안, 이 혈액은 차갑고 산소가 풍부한 동맥혈과 가까운 곳을 지나갑니다. 이 구조는 *역류 열교환기(counter-current heat exchanger)*처럼 작동하여, 정맥의 따뜻한 혈액에서 동맥의 차가운 혈액으로 열이 전달됩니다. 이 덕분에 아가미를 통한 열 손실이 줄어드는 효과가 있습니다.
따뜻한 바다에 사는 물고기들은 체온을 주변보다 몇 도 높이는 정도이지만, 찬 바다에 사는 물고기들은 주변 수온보다 최대 20°C(섭씨)까지 높일 수 있습니다.

참다랑어는 체온을 유지할 수 있는 능력을 통해 다른 해양 생물에 비해 여러 가지 분명한 이점을 갖습니다. 수온에 따라 서식 범위를 제한 받지 않으며, 기후 변화에도 영향을 덜 받습니다. 또한 근육에 추가로 공급되는 열 덕분에 더 강한 힘과 빠른 속도를 낼 수 있는 장점이 있습니다.